# Ronde van Spanje 2007/Tweede etappe
De tweede etappe van de Ronde van Spanje 2007 vond plaats op 2 september 2007 en liep door Galicië van Allariz naar Santiago de Compostella. De rit was 148 kilometer lang en telde twee tussensprints en een beklimming van de derde categorie.

## Verslag

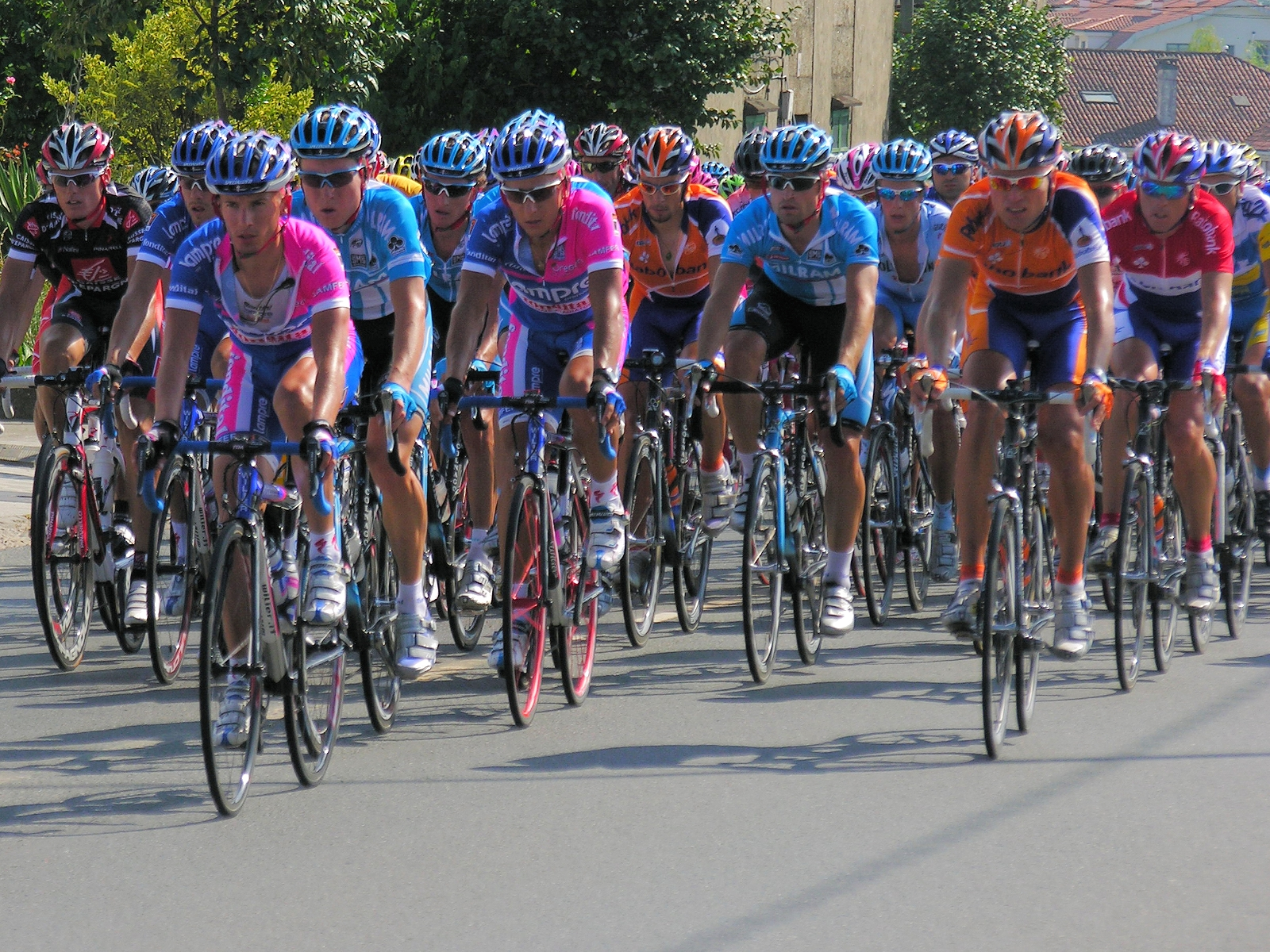
Het peloton tijdens de rit.

Al na twee kilometer ging de eerste renner in de aanval, de Spanjaard Raúl García de Mateo. Al snel sloten zijn landgenoten Manuel Vázquez en Gustavo Domínguez zich bij hem aan. De drie haalden een maximale voorsprong van 3'42", maar met de finish in zicht begon deze langzaam terug te lopen. Na 131 kilometer sloot een vierde renner zich bij de kopgroep aan, Ángel Gomez, maar enkele kilometers later werden de vluchters door het peloton, onder aanvoering van Lampre en Rabobank, ingerekend.
Verschillende demarrages volgden, maar geen van de renners kon nog wegkomen. Op twee kilometer van de finish vond een grote valpartij plaats, waarvan onder andere goudentruidrager Daniele Bennati een slachtoffer was. Vooraan deed de Belg Philippe Gilbert een ultieme poging om uit het door de valpartij flink uitgedunde peloton weg te springen, maar ook hij kon niet wegkomen. Op de licht stijgende aankomst was het Óscar Freire die als eerste over de meet kwam, voor Paolo Bettini en Leonardo Duque.

### Tussensprints
- Eerste tussensprint in Ourense, na 20 km: Gustavo Domínguez
- Tweede tussensprint in A Ramallosa, na 124 km: Manuel Vázquez

### Beklimmingen
- Alto do Paraño (3e), na 68 km: Gustavo Domínguez

### Opgaves
Er waren geen opgaves.

## Uitslag
| rang | renner            | land        | ploeg                 | tijd      |
| ---- | ----------------- | ----------- | --------------------- | --------- |
| 1    | Óscar Freire      | Spanje      | Rabobank              | 3u 31'03" |
| 2    | Paolo Bettini     | Italië      | Quick·Step-Innergetic | z.t.      |
| 3    | Leonardo Duque    | Colombia    | Cofidis               | z.t.      |
| 4    | Erik Zabel        | Duitsland   | Team Milram           | z.t.      |
| 5    | Davide Rebellin   | Italië      | Team Gerolsteiner     | z.t.      |
| 6    | René Mandri       | Estland     | Ag2r Prévoyance       | z.t.      |
| 7    | Aurélien Clerc    | Zwitserland | Bouygues Télécom      | z.t.      |
| 8    | Luis León Sánchez | Spanje      | Caisse d'Epargne      | z.t.      |
| 9    | Renaud Dion       | Frankrijk   | Ag2r Prévoyance       | z.t.      |
| 10   | Lorenzo Bernucci  | Italië      | T-Mobile Team         | z.t.      |

## Klassementen

### Algemeen klassement
| rang | renner              | land        | ploeg             | tijd      |
| ---- | ------------------- | ----------- | ----------------- | --------- |
| 1    | Óscar Freire        | Spanje      | Rabobank          | 7u 14'12" |
| 2    | Erik Zabel          | Duitsland   | Team Milram       | z.t.      |
| 3    | Leonardo Duque      | Colombia    | Cofidis           | z.t.      |
| 4    | Aurélien Clerc      | Zwitserland | Bouygues Télécom  | z.t.      |
| 5    | Alessandro Petacchi | Italië      | Team Milram       | z.t.      |
| 6    | Alan Pérez          | Spanje      | Euskaltel-Euskadi | z.t.      |
| 7    | Patrick Calcagni    | Zwitserland | Liquigas          | z.t.      |
| 8    | André Greipel       | Duitsland   | T-Mobile Team     | z.t.      |
| 9    | Angelo Furlan       | Italië      | Crédit Agricole   | z.t.      |
| 10   | Ezequiel Mosquera   | Spanje      | Karpin-Galicia    | z.t.      |

### Puntenklassement
| rang | renner          | land      | ploeg           | punten |
| ---- | --------------- | --------- | --------------- | ------ |
| 1    | Óscar Freire    | Spanje    | Rabobank        | 45     |
| 2    | Daniele Bennati | Italië    | Lampre-Fondital | 25     |
| 3    | Erik Zabel      | Duitsland | Team Milram     | 22     |

### Bergklassement
| rang | renner            | land      | ploeg          | punten |
| ---- | ----------------- | --------- | -------------- | ------ |
| 1    | Serafín Martínez  | Spanje    | Karpin-Galicia | 12     |
| 2    | Gustavo Domínguez | Spanje    | Karpin-Galicia | 6      |
| 3    | Geoffroy Lequatre | Frankrijk | Cofidis        | 6      |

### Combinatieklassement
| rang | renner               | land   | ploeg             | punten |
| ---- | -------------------- | ------ | ----------------- | ------ |
| 1    | Manuel Vázquez       | Spanje | Andalucía-Cajasur | 139    |
| 2    | Gustavo Domínguez    | Spanje | Karpin-Galicia    | 141    |
| 3    | Raúl García de Mateo | Spanje | Relax-GAM         | 146    |

### Ploegenklassement
| rang | ploeg                 | land      | tijd       |
| ---- | --------------------- | --------- | ---------- |
| 1    | Bouygues Télécom      | Frankrijk | 21u 42'36" |
| 2    | Quick·Step-Innergetic | België    | z.t.       |
| 3    | Euskaltel-Euskadi     | Spanje    | z.t.       |

1e etappe ·
2e etappe ·
3e etappe ·
4e etappe ·
5e etappe ·
6e etappe ·
7e etappe ·
8e etappe ·
9e etappe ·
10e etappe ·
11e etappe ·
12e etappe ·
13e etappe ·
14e etappe ·
15e etappe ·
16e etappe ·
17e etappe ·
18e etappe ·
19e etappe ·
20e etappe ·
21e etappe

Startlijst · Eindstanden · Afbeeldingen